# Ziyarat

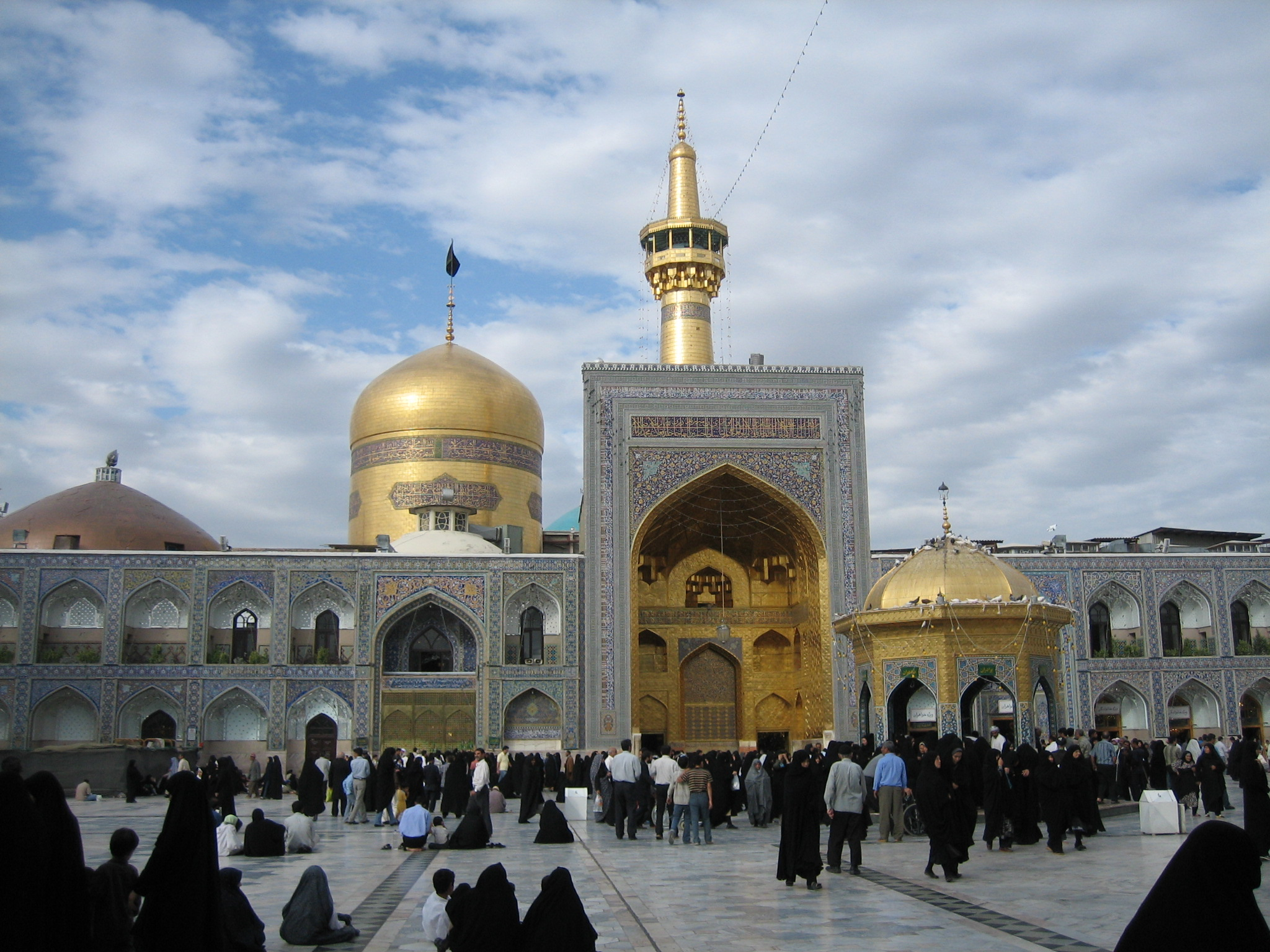
Mausolée de l'imam Reza à Machhad (Iran), en 2007.

Ziyārat ou Ziyāra (arabe : زيارة littéralement « visite ») désigne des  pèlerinages dans des sites liés à Mahomet, sa famille et ses descendants (y compris les imams chiites), ses compagnons, ou d'autres figures vénérées dans l'Islam ou le bahaïsme, comme les prophètes, les saints soufis et savants.

### Sources
- ʿAlī b. Abī Bakr al-Harawī (trad. de l'arabe et annoté par Janine Sourdel-Thomine), Guide des lieux de pèlerinage (Kitāb al-išārāt ilā maʿrifa az-ziyārāt), Damas, Institut français de Damas, 1957, LXIV-228 p.

### Ouvrages
- Sylvia Chiffoleau et Anna Madœuf (dir.), Les pèlerinages au Maghreb et au Moyen-Orient : Espaces publics, espaces du public, Damas, Presses de l’Ifpo, 2005, 406 p. (ISBN 978-2-35159-011-9, lire en ligne)
- Rachida Chih, Le soufisme au quotidien. Confréries d'Égypte au, Paris, Sinbad / Actes Sud, 2000, 359 p. (ISBN 978-2-7427-2548-9), p. 263-278
- Émile Dermenghem, Le culte des saints dans l'islam maghrébin, Paris, Gallimard, 1982, 351 p. (ISBN 978-2-07-021066-4)
- (en) Carl W. Ernst, The Shambala Guide to Sufism, Boston, Shambala Publications, 1997, XXI, 264 (ISBN 978-1-57062-180-2), p. 73-79 et passim
- (en) W. Christian Troll (Ed.), Muslim Shrines in India.Their Character History and Meaning, New Delhi, Oxford University Press, 1989, 356 p. (ISBN 978-0-19-562280-5)
- Niels-Henrik Olesen, Culte des saints et pèlerinages chez Ibn Taymiyya : 661 (1263)-728 (1328), Paris, Geuthner, 1991, 286 p. (ISBN 2-7053-0736-2, lire en ligne)

### Articles
- Marc Gaborieau, « Le Culte des saints musulmans en tant que rituel : controverses juridiques », Archives de sciences sociales des religions, no 85,‎ 1994, p. 85-98 (DOI https://doi.org/10.3406/assr.1994.1427)